# Drienčany
Drienčany (ungarisch Derencsény) ist eine Gemeinde in der Mitte der Slowakei mit 193 Einwohnern (Stand 31. Dezember 2024), die im Okres Rimavská Sobota, einem Kreis des Banskobystrický kraj, liegt und zur Landschaft Gemer gezählt wird.

## Geographie

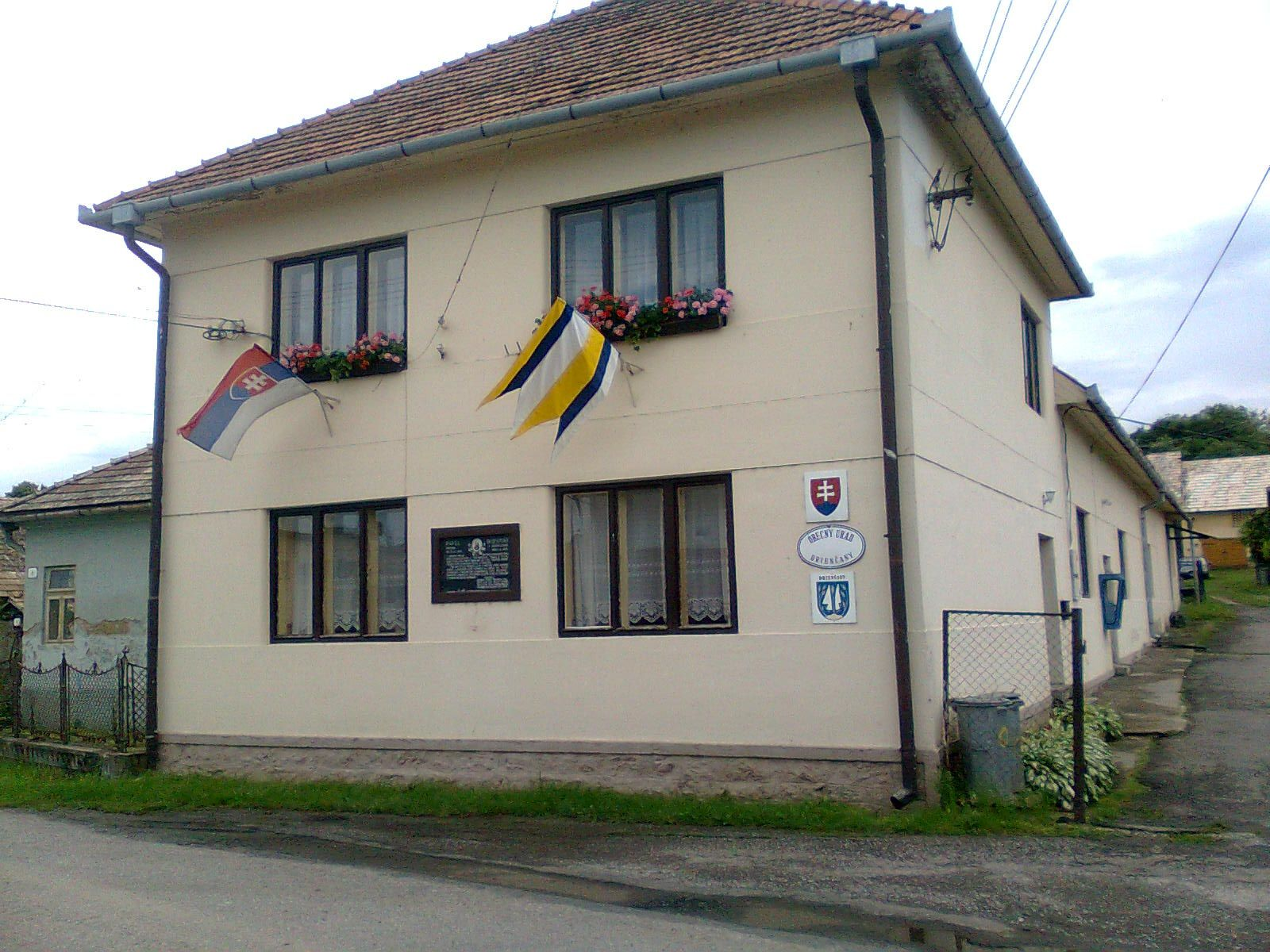
Sitz des Gemeindeamtes

Die Gemeinde befindet sich im Südteil des Slowakischen Erzgebirges, genauer noch im Bergland Revúcka vrchovina und wird vom Flüsschen Blh durchflossen, das unmittelbar flussabwärts von Drienčany den Stausee Teplý Vrch speist. Nordwestlich von Drienčany findet man ein kleines Karstgebiet. Das Ortszentrum liegt auf einer Höhe von 243 m n.m. und ist 16 Kilometer von Rimavská Sobota entfernt.
Zur Gemeinde gehört neben dem Hauptort auch Papča (1964 eingemeindet).
Nachbargemeinden sind Hrušovo und Slizké im Norden, Budikovany im Osten, Teplý Vrch im Südosten, Padarovce im Süden, Lukovištia im Westen und erneut Hrušovo im Nordwesten.

## Geschichte
Drienčany wurde zum ersten Mal 1291 als Drenchen schriftlich erwähnt, entstand aber schon in den Jahrhunderten davor an der Stelle einer älteren Siedlung. Das Dorf war Gut des Geschlechts Derencsény, das bei Drienčany eine Burg (erste schriftliche Erwähnung 1297) errichten ließ. Das dabei entstandene Herrschaftsgebiet umfasste den Oberlauf von Blh und Západný Turiec. Um die Mitte des 16. Jahrhunderts wurde das Dorf durch osmanische Truppen verwüstet, während die Burg am Ende des 17. Jahrhunderts unterging. Erst im 18. Jahrhundert kehrten die Einwohner nach Drienčany zurück. 1828 zählte man 74 Häuser und 580 Einwohner, die unter anderem als Korbmacher, Landwirte und Viehhalter beschäftigt waren.
Bis 1918/19 gehörte der im Komitat Gemer und Kleinhont liegende Ort zum Königreich Ungarn und kam danach zur Tschechoslowakei beziehungsweise heute Slowakei.

## Bevölkerung
| Jahr                | 1994 | 2004    | 2014    | 2024     |
| ------------------- | ---- | ------- | ------- | -------- |
| Anzahl der Personen | 272  | 246     | 241     | 193      |
| Unterschied         |      | −9,55 % | −2,03 % | −19,91 % |

| Jahr                | 2023 | 2024    |
| ------------------- | ---- | ------- |
| Anzahl der Personen | 195  | 193     |
| Unterschied         |      | −1,02 % |

Gemäß der Volkszählung 2011 wohnten in Drienčany 248 Einwohner, davon 215 Slowaken, acht Magyaren und fünf Roma. 20 Einwohner machten keine Angabe zur Ethnie.
118 Einwohner bekannten sich zur Evangelischen Kirche A. B., 47 Einwohner zur römisch-katholischen Kirche und zwei Einwohner zur reformierten Kirche. 33 Einwohner waren konfessionslos und bei 48 Einwohnern wurde die Konfession nicht ermittelt.

## Persönlichkeiten
- György Baloghy (1861–1931), Jurist, Politiker und Minister

## Bauwerke
- evangelische Kirche im gemischten Renaissance- und Barockstil aus dem 17. Jahrhundert
- Holzglockenturm im Renaissancestil aus dem frühen 17. Jahrhundert